# Ланча Джоли
Ланча Джоли е лекотоварен автовобил, произвеждан от товарното подразделение на италианския производител Ланча в периода 1959 – 1963 г.

## История
Технически модела използва техника от Ланча Флавия и използва базата на предходния лекотоварен автомобил Ланча Бета. Още моделът е наричан Ланча Джоли 809. Дизайнът е дело на дизайнерското ателие ОСИ.Произвеждан е предимно за малкия и среден бизнес в италианското общество.

## Производство
От Ланча Джоли са произведени 3011 екземпляра.